# Авіджит Рой
Авіджит Рой (бенг. অভিজিৎ রায়; 12 вересня 1972 — 26 лютого 2015) — бангладесько-американський інженер, онлайн-активіст, письменник і блогер, знаний створенням й адмініструванням Mukto-Mona, інтернет-спільноти блогів для бангладеських вільнодумців, раціоналістів, скептиків, атеїстів і гуманістів.Був прихильником свободи слова в Бангладеш і координував міжнародні протести проти урядової цензури й ув'язнення блогерів-атеїстів. 26 лютого 2015 року вбитий за допомогою мачете в Дацці, Бангладеш. Відповідальність за напад взяла на себе ісламська бойова організація Ансаруллах Бангла Тім.

## Молодість й освіта
Народився в сім'ї Аджоя Роя, професора фізики Даккського університету, володаря нагороди Екушей Падак. Здобув ступінь бакалавра машинобудування в Університеті інженерії та технологій Бангладешу, а також ступінь магістра та доктора біомедичної інженерії в Національному університеті Сінгапуру.

## Кар'єра
2006 року переїхав до Атланти, штат Джорджія, і працював інженером-програмістом.

### Мукто-Мона
Заснував вебсайт Mukto-Mona в Бангладеш, який отримав номінацію на премію «The BOBs» у категорії «Найкращий онлайн-активізм». У травні 2001 року розміщувався на Yahoo! group, але 2002 року став самостійним вебсайтом.
Назвав своє творіння «табу» в Бангладеш. За його статті та книги блогери-фундаменталісти погрожували вбивством. Rokomari.com, сайт електронної комерції в Бангладеш, припинив продаж його книг після того, як його власник отримав погрози вбивством від ісламістів.

### Протести та допомога
Ми прагнемо побудувати суспільство, яке не буде зв’язане диктатом свавільної влади, комфортних забобонів, задушливої традиції чи задушливої ортодоксиї, а буде ґрунтуватися на розумі, співчутті, людяності, рівності та науці— Авіджит Рой.
2013 року бангладеська група, Мережа блогерів і онлайн-активістів (BOAN), ініціювала протести у Шахбагу, які вимагали смертної кари для лідера ісламістів і військового злочинця Абдула Куадера Молли, а також усунення Джамаат-і-Ісламі від політики. Ісламістські угруповання відповіли організацією протестів із закликами до страти «блогерів-атеїстів», звинувачених в образі ісламу, і введення закону про богохульство. Багато блогерів-атеїстів, які підтримували протести, зазнали нападів, а 5 лютого 2013 року ісламістські групи вбили Ахмеда Раджиба Хайдера. За місяць до протесту на блогера Асіфа Мохіуддіна біля свого будинку напали четверо молодих людей під впливом Анвара Аль-Авлакі, а 7 березня 2013 року Саннюр Рахман, знаний як Настік Нобі («Атеїстичний пророк»), зазнав ножового поранення.
Ім'я лавреата премії «BOBs» за онлайн-активність, Асіфа Мохіуддіна, знайшли у списку ісламістів разом з іменем убитого професора соціології Шафіула Іслама. Комісія з регулювання телекомунікацій Бангладеш закрила його блог, і його ув'язнили за публікацію «образливих коментарів про іслам і Могамеда». Влада заарештувала кількох інших блогерів, заблокувала близько десятка вебсайтів і блогів і надала поліційний захист деяким блогерам.
Міжнародні організації, зокрема Human Rights Watch, Amnesty International, Репортери без кордонів і Комітет із захисту журналістів засудили ув'язнення блогерів й атмосферу страху для журналістів.
Написав, що обурений тим, що бангладеські ЗМІ зображують молодих блогерів як «шахраїв в очах громадськості», і написав про підтримку до західних ЗМІ, Центру розслідування та Міжнародного гуманістичного і етичного союзу. Координував міжнародні протести в Дацці, Нью-Йорку, Вашингтоні, Лондоні, Оттаві й інших містах на підтримку ув'язнених блогерів. До нього приєдналися письменники, активісти та видатні секуляристи й інтелектуали з усього світу, зокрема Салман Рушді, Тасліма Насрін, Гемант Мехта, Мар'ям Намазі, Пол Захарі Маєрс, Ану Мухаммад, Аджой Рой, Каюм Чоудхурі, Раменду Маджумдар і Мухаммед Зафар Ікбал, які публічно висловлювали свою солідарність із заарештованими блогерами.

## Вбивство
2015 року разом з дружиною Боньєю Ахмед поїхав до Дакки на книжковий ярмарок Екушей. Увечері 26 лютого вони поверталися додому з ярмарку на велорикші. Близько 20:30 на них напали невідомі. За словами очевидців, двоє нападників зупинили велорикшу та витягли пару на тротуар, а потім вдарили мачете. Роя вдарили зброєю по голові, а дружині посікли плечі, відрізали пальці лівої руки. Обох доправили до лікарні медичного коледжу Дакки, де близько 22:30 Роя оголосили мертвим. Дружина вижила. В інтерв'ю BBC «Newshour» вона сказала, що під час нападу поліція стояла обруч, але не діяла.
У дописі в Twitter, опублікованому наступного дня після його смерті, ісламістська група Ансар Бангла-7 взяла на себе відповідальність за вбивство. Групу вважають тією ж організацією, що й Ансаруллах Бангла Тім. 27 лютого 2015 року в Шахбагу батько Роя порушив справу про вбивство, не називаючи підозрюваних. Джерела в поліції заявили, що розслідують причетність місцевої ісламістської групи, яка підтримувала вбивство блогера.
1 березня 2015 року тіло Авіджіта розмістили в Апараджейо Бангла перед будівлею факультету мистецтв Даккського університету, де люди з усіх верств суспільства, зокрема його друзі, родичі, прихильників, викладачів і студентів, прийшли висловити йому шану. Згідно з бажанням Роя, тіло передали медичному коледжу Дакки для медичних досліджень.
6 березня 2015 року група з чотирьох членів Федерального бюро розслідувань разом з співробітниками детективного відділення поліції Бангладеш оглянула місце вбивства Роя. Співробітники ФБР зібрали докази з місця злочину та сфотографували, щоб допомогти розслідувати.
3 травня 2015 року лідер Аль-Каїди на Індійському субконтиненті взяв на себе відповідальність за вбивство Роя та смерть інших «богохульників» у Бангладеш у звіті, опублікованому SITE Intelligence Group.

### Арешти
2 березня 2015 року батальйон швидкого реагування заарештував радикального ісламіста Фарабі Шафіура Рахмана. Вважалося, що Фарабі передав нападникам особисту інформацію про Роя, включно з місцеперебуванням. Рахман кілька разів погрожував Рою через блоги та сайти соціальних мереж, зокрема Facebook, і заявляв у коментарях, що Роя вб'ють після його прибуття до Дакки.
Уряд Бангладеш вирішив звернутися за допомогою до ФБР для розслідування вбивства Роя. Рішення прийняли після пропозиції США.
18 серпня 2015 року троє членів команди Ансаруллах Бангла, включно з громадянином Великої Британії Тухідуром Рахманом, якого поліція назвала «головного організатора нападів на Авіджита Роя і Ананта Біджоя Даса», заарештувала у зв'язку з двома вбивствами.
У лютому 2021 року за вбивство Роя п'ятьох лідерів і членів забороненого бойового угруповання Ансар аль-Іслам засудили до смертної кари та ще одного до довічного ув'язнення.

### Реакція
Після смерті Роя студенти, викладачі, блогери й інтелектуали зібралися в Університеті Дакки, вимагаючи швидкого арешту вбивць. На вебсайті Mukto-Mona бенгальською мовою з'явилось повідомлення: «Ми сумуємо, але ми переможемо».
Речник Генерального секретаря ООН Стефан Дюжаррік засудив вбивство та сказав: «Щодо нападу на блогера ми поговорили з нашими колегами з прав людини, які засудили напад і висловив надію, що винних швидко притягнуть до відповідальності через належний судовий процес».
Глава Азійсько-Тихоокеанської організації Репортери без кордонів заявив: «Ми шоковані цим варварським актом» і додав: «Для [поліції] неприйнятно витрачати стільки часу на обшуки й арешти журналістів, цензуру новин і розслідування діяльності блогерів, коли численні напади на блогерів досі залишаються безкарними».
Генеральний директор Індексу цензури Джоді Гінзберг сказала: «Ми співчуваємо сім'ї Авіджита Роя. Він став мішенню лише за те, що висловлював свої переконання, і ми приголомшені його смертю та засуджуємо всі подібні вбивства».
Координатор азійських програм Комітету захисту журналістів заявив: «Цей напад символізує культуру безкарності, яка пронизує Бангладеш, де відсутня відповідальність за попередні напади на журналістів продовжує викликати смертельний цикл насильства».
Головний представник Center for Inquiry в ООН заявив: «Авіджит був блискучим і відданим прихильником свободи слова та секуляризму, але також просто дуже хорошою людиною». Ендрю Копсон з Британської гуманістичної асоціації, яка нагородила Роя премією Free Expression Award 2014 року, сказав: «Зі смертю Авіджіта Бангладеш втратив не лише сина, а й рішучого прихильника права людини та рівності для всіх людей».
Верховний комісар Великої Британії Роберт Гібсон висловив своє занепокоєння: «Шокований жорстоким вбивством Авіджита Роя, як і всім насильством, яке сталося в Бангладеш за останні місяці».
У грудні 2021 року Державний департамент США оголосив винагороду в розмірі 5 мільйонів доларів за інформацію, яка допоможе знайти залучених до нападу на Роя та його дружину.

## Вшанування
2018 року Фундація «Свобода від релігії» запровадила щорічну нагороду «Авіджит Рой Кураж», якою нагороджують «людей, які працюють над поширенням раціонального та логічного дискурсу та відзначають творчих і героїчних особистостей, які, попри перешкоди, наполегливо продовжують свою роботу з просування науки, логіки та гуманних ідей».